# 高地 (电视剧)
《高地》，2009年中国大陆的军事题材电视剧，导演刘家成，主演侯勇、林永健、唐静、殷桃、沙溢、邢宇飞，改编自小说家徐贵祥的长篇小说《高地》。

## 剧情
该剧讲述：兰泽光和王铁山与女兵杨桃相恋，三人结成知己。三人在军中的一系列故事。

## 演出
| 演员   | 角色   | 备注 |
| 侯勇   | 兰泽光 |      |
| 林永健 | 王铁山 |      |
| 唐静   | 王雅歌 |      |
| 殷桃   | 杨桃   |      |
| 朱亚文 | 王奇   |      |
| 邢宇飞 | 兰丽文 |      |
| 沙溢   | 沈东阳 |      |
| 宁晓志 | 刘界河 |      |
| 白荟   | 孙芳   |      |

## 播出
该剧引发批判，过于戏剧性。